# Leah McCourt
Leah McCourt (Saintfield, Irlanda del Norte; 21 de junio de 1992) es una artista marcial mixta británica que compite en la división de peso pluma de Bellator MMA. Fue campeona mundial y europea amateur de la IMMAF y medalla de oro de la Federación Internacional de Jiu-Jitsu Brasileño. También es cinturón negro de judo.

## Primeros años
McCourt, que creció en un barrio de Belfast, fue iniciada en el judo por su padre cuando era niña. A los 11 años dejó el judo y dedicó todo su tiempo libre a montar a caballo y poni, compitiendo en Irlanda del Norte y en lugares como Balmoral y el Dublin Horseshow. Debido a los problemas económicos de su familia, tuvo que montar caballos problemáticos que otros no estaban dispuestos a poseer. Cuando era adolescente, McCourt desarrolló una alergia a los caballos, lo que la llevó a abandonar su afición a la equitación.
Empezó a entrenar en un gimnasio de artes marciales mixtas (MMA) a los 18 años, tras dar a luz a su hija Isabella y convertirse en madre soltera.
McCourt firmó un acuerdo de varios años en exclusiva con Everlast para el equipamiento y la ropa deportiva de lucha. Es la primera atleta femenina del Reino Unido que firma un contrato de ropa.

## Carrera en artes marciales mixtas

### Amateur
McCourt comenzó su carrera de MMA en Clan Wars MMA, debutando el 7 de junio de 2014 en Clan Wars 19, ganando la pelea contra Sarah Louise Scott por sumisión armbar. El 1 de noviembre de 2014 McCourt perdió contra Aoife Murphy en Clan Wars 20 por TKO (puñetazos).
En noviembre de 2015, ganó el IMMAF - European Open Championships contra Sini Koivunen (por sumisión armbar) y Mia Isola (por decisión unánime). Justo un año después se alzaba con el IMMAF - 2016 IMMAF World Championships frente a Yvonne Chow (por sumisión Kimura), Taryn Conklin (por sumisión Kimura) y Julia Dorny (por TKO).

### Profesional
McCourt hizo su debut profesional en MMA el 24 de junio de 2017 en CWFC 85 - Cage Warriors Fighting Championship 85, perdiendo por Rizlen Zouak vía TKO (puñetazos) en el segundo asalto. El 16 de junio de 2018, McCourt participó en CW 94 - Cage Warriors 94 y ganó la pelea contra la francesa Manon Fiorot por decisión dividida. Después de esta victoria, McCourt firmó un acuerdo de seis peleas con Bellator MMA.
McCourt hizo su debut en Bellator contra Hatice Özyurt en Bellator 217 el 23 de febrero de 2019. En los pesajes, Ozyurt llegó a 148 libras y fue multada con el 20% de su bolsa de pelea. Ganó el combate por parada médica después de que el médico detuviera la pelea al final del primer asalto debido a un corte bajo el ojo de Hatice.
McCourt ganó su segunda actuación el 27 de septiembre de 2019 en Bellator 227 contra Kerry Hughes por sumisión (rear-naked choke). McCourt se enfrentó a Judith Ruis en Bellator 240 el 22 de febrero de 2020. Sin embargo, dos semanas antes, se anunció que James Gallagher se retiró del evento debido a una lesión en la espalda, por lo que el combate fue desplazado al evento principal. En el proceso, se convirtió en la primera mujer en encabezar un evento de MMA en Europa. McCourt ganó por decisión unánime.
Tras su victoria contra Ruis, McCourt fue operada en dos puntos del hombro derecho, lo que le impidió volver a pelear en 2020. McCourt se enfrentó a la neozelandesa Janay Harding el 21 de mayo de 2021 en Bellator 259. En el pesaje, McCourt pesó 149,4 libras, tres libras y media por encima del límite de la pelea no titular de peso pluma. El combate continuó en el peso de captura y McCourt fue multada con un porcentaje de su bolsa, que fue a parar a manos de su oponente Harding. Después de que McCourt sorprendiera a Harding con una patada hacia arriba, McCourt bloqueó el triángulo y ganó el combate en el segundo asalto.
McCourt se enfrentó a Jessica Borga el 1 de octubre de 2021 en Bellator 267. Ganó el combate unilateral por decisión unánime. Después lo hizo contra la irlandesa Sinead Kavanagh el 25 de febrero de 2022 en Bellator 275. McCourt perdió el combate por decisión unánime. Más adelante, se enfrentó a la brasileña Dayana Silva el 23 de septiembre de 2022 en Bellator 285. Ganó el combate por decisión unánime.

## Récord en artes marciales mixtas
| Resultado | Récord | Oponente        | Método                      | Evento                                                 | Fecha                    | Ronda | Tiempo | Localización |
| --------- | ------ | --------------- | --------------------------- | ------------------------------------------------------ | ------------------------ | ----- | ------ | ------------ |
| Derrota   | 8–4    | Sara Collins    | Sumisión (Rear-Naked Choke) | Bellator Champions Series London - McCourt vs. Collins | 14 de septiembre de 2024 | 1     | 2:25   | Londres      |
| Victoria  | 8–3    | Sara McMann     | TKO (puñetazos)             | Bellator 300                                           | 7 de octubre de 2023     | 1     | 4:30   | San Diego    |
| Derrota   | 7–3    | Cat Zingano     | Decisión (unánime)          | Bellator 293                                           | 31 de marzo de 2023      | 3     | 5:00   | Temecula     |
| Victoria  | 7–2    | Dayana Silva    | Decisión (unánime)          | Bellator 285                                           | 23 de septiembre de 2022 | 3     | 5:00   | Dublín       |
| Derrota   | 6–2    | Sinead Kavanagh | Decisión (unánime)          | Bellator 275                                           | 25 de febrero de 2022    | 3     | 5:00   | Dublín       |
| Victoria  | 6–1    | Jessica Borga   | Decisión (unánime)          | Bellator 267                                           | 1 de octubre de 2021     | 3     | 5:00   | Londres      |
| Victoria  | 5–1    | Janay Harding   | Sumisión (triangle choke)   | Bellator 259                                           | 21 de mayo de 2021       | 2     | 2:42   | Uncasville   |
| Victoria  | 4–1    | Judith Ruis     | Decisión (unánime)          | Bellator 240                                           | 22 de febrero de 2020    | 3     | 5:00   | Dublín       |
| Victoria  | 3–1    | Kerry Hughes    | Sumisión (rear-naked choke) | Bellator 227                                           | 27 de septiembre de 2019 | 1     | 2:42   | Dublín       |
| Victoria  | 2–1    | Hatice Özyurt   | TKO (parada médica)         | Bellator 217                                           | 23 de febrero de 2019    | 1     | 5:00   | Dublín       |
| Victoria  | 1–1    | Manon Fiorot    | Decisión (split)            | Cage Warriors 94                                       | 16 de junio de 2018      | 3     | 5:00   | Amberes      |
| Derrota   | 0–1    | Rizlen Zuak     | TKO (puñetazos)             | Cage Warriors 85                                       | 24 de junio de 2017      | 2     | 3:46   | Bournemouth  |